# Conca di Firenzuola
Conca di Firenzuola este o arie protejată (arie specială de conservare — SAC, sit de importanță comunitară — SCI) din Italia întinsă pe o suprafață de 2.338 ha, integral pe uscat.

## Localizare
Centrul sitului Conca di Firenzuola este situat la coordonatele 44°06′12″N 11°22′15″E / 44.103333°N 11.370833°E.

## Înființare
Situl Conca di Firenzuola a fost declarat sit de importanță comunitară în iunie 1995 pentru a proteja 26 de specii de animale. Situl a fost protejat și ca arie specială de conservare în mai 2016.

## Biodiversitate
Situată în ecoregiunea continentală, aria protejată conține 7 habitate naturale: Râuri cu maluri nămoloase cu vegetație de Chenopodion rubri p.p. și Bidention p.p., Galerii de Salix alba și de Populus alba, Râuri de munte și vegetația lor lemnoasă cu Salix elaeagnos, Formațiuni de Juniperus communis pe lande sau pajiști calcaroase, Păduri de Castanea sativa, Fânețe de joasă altitudine (Alopecurus pratensis, Sanguisorba officinalis), Pajiști uscate seminaturale și facies de acoperire cu tufișuri pe substraturi calcaroase (Festuco-Brometalia) (* situri importante pentru orhidee).
La baza desemnării sitului se află mai multe specii protejate:
- păsări (19): pescăruș albastru (Alcedo atthis), fâsă-de-câmp (Anthus campestris), acvilă de munte (Aquila chrysaetos), cucuvea (Athene noctua), caprimulg (Caprimulgus europaeus), prepeliță (Coturnix coturnix), presură de grădină (Emberiza hortulana), șoim călător (Falco peregrinus), vânturel roșu (Falco tinnunculus), rândunică (Hirundo rustica), sfrâncioc roșiatic (Lanius collurio), ciocârlie de pădure (Lullula arborea), privighetoare (Luscinia megarhynchos), mierlă de piatră (Monticola saxatilis), viespar (Pernis apivorus), codroșul de pădure (Phoenicurus phoenicurus), cănăraș (Serinus serinus), Sylvia hortensis, strigă (Tyto alba)
- amfibieni (1): Triturus carnifex
- mamifere (1): lupul (Canis lupus)
- nevertebrate (2): Austropotamobius pallipes, Euplagia quadripunctaria
- pești (3): Barbus plebejus, Padogobius nigricans, Telestes muticellus

Pe lângă speciile protejate, pe teritoriul sitului au mai fost identificate 3 specii de amfibieni, 4 specii de mamifere, 2 specii de nevertebrate, 3 specii de reptile.